# Вілстерен
Вілстерен (нід. Vilsteren) — село в нідерландській провінції Оверейсел. Входить до муніципалітету Оммен.
Його площа становить 11,34 км², а населення станом на 2021 рік складало 350 осіб.

## Галерея

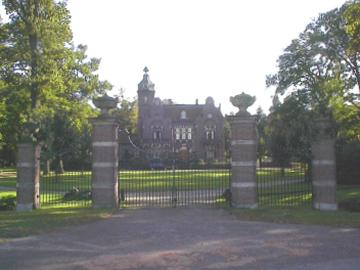
Маєток Вілстерен
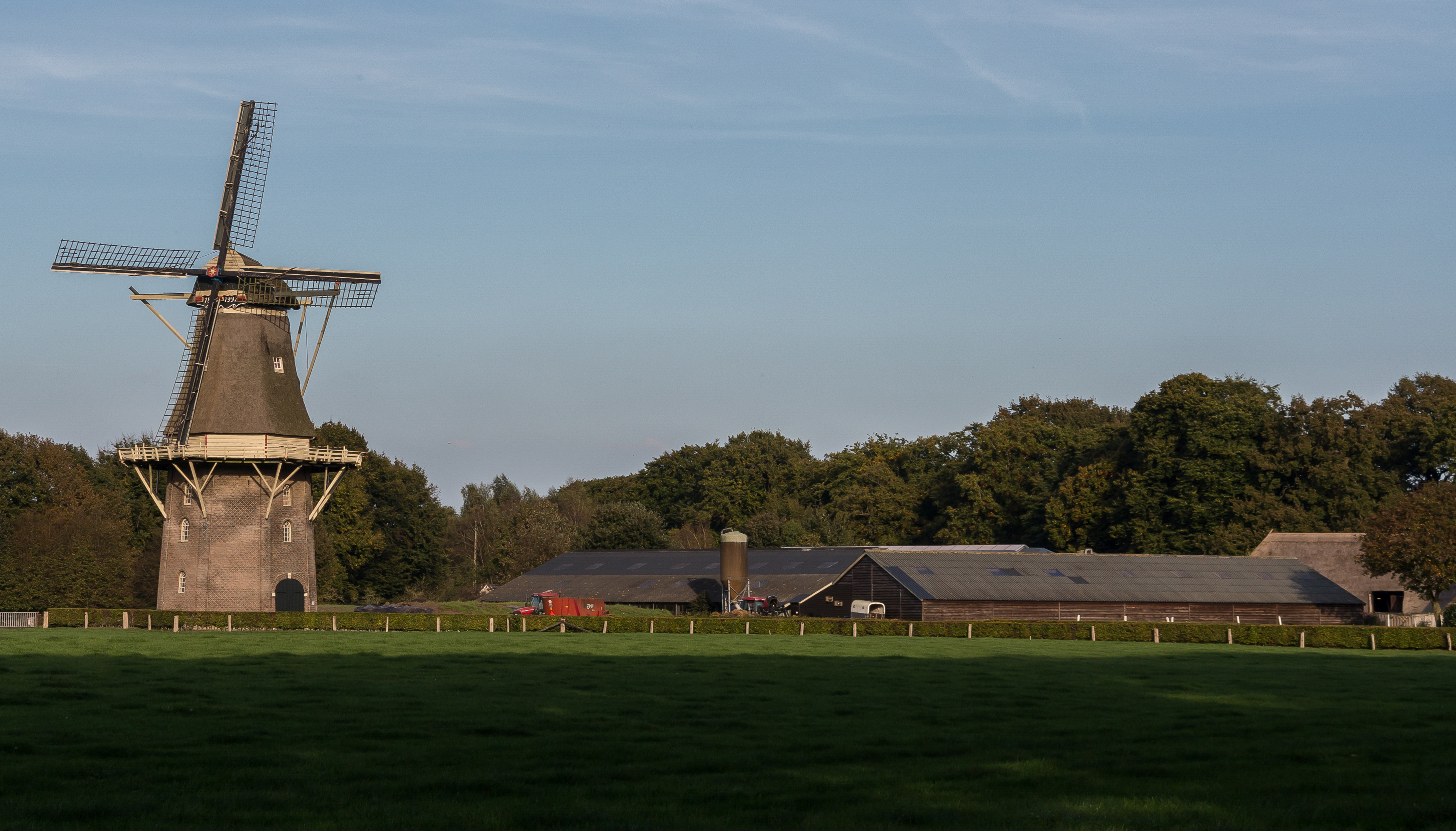
Вітряк de Vilsterse molen